# Domus Academy
Domus Academy è una scuola privata di design con sede a Milano, che eroga corsi di laurea triennale, magistrale e master post-laurea in aree quali design della moda, disegno industriale e gestione del design, business design, design del prodotto e luxury brand management.

## Storia
Venne fondata nel 1982 dalla famiglia Mazzocchi, già proprietaria di Editoriale Domus, che pubblicava le riviste Domus e Quattroruote.   Maria Grazia è stata la presidentessa dell'istituto, al quale hanno collaborato anche Gianfranco Ferré (dal 1983 al 1989) e Andrea Branzi, come direttore culturale per un decennio.
La scuola è nata nel contesto culturale del Radical Design italiano, proponendosi come uno spazio di formazione sperimentale. Figure come Alessandro Mendini, Alessandro Guerriero, Ettore Sottsass e Pierre Restany hanno contribuito allo sviluppo iniziale dell’istituzione. Restany propose Branzi, cofondatore del collettivo Archizoom, come primo direttore dell’accademia.
Domus Academy è stata influenzata anche da Global Tools(1973–1975), una rete di breve durata ma significativa di designer e teorici che cercavano di ripensare l’educazione al design. Negli anni ’80 e ’90, la scuola ha sviluppato programmi di master in ambiti come fashion design, industrial design e comunicazione, spesso in collaborazione con aziende e istituzioni culturali.
Un elemento distintivo del modello educativo di Domus Academy è stata l’integrazione tra insegnamento e pratica professionale. L’istituto ha promosso la collaborazione con designer attivi sia in ambito accademico che industriale. Nel corso degli anni, gli studenti hanno partecipato ad attività con professionisti del calibro di Achille Castiglioni, Ezio Manzini, Gaetano Pesce, Giampaolo Fabris, Giorgetto Giugiaro, Hans Hollein, Isao Hosoe, Issey Miyake, Jerszy Seymour, Michele De Lucchi, Nanni Strada.
Nel 1994, Domus Academy ha ricevuto il premio Compasso d’Oro dall’ADI – Associazione per il Disegno Industriale. La giuria ha riconosciuto il contributo della scuola in ambiti emergenti del design, come il rapporto tra tecnologia ed esperienza umana, l’intersezione tra design e moda, gli approcci sociologici al design, e lo sviluppo del design management e del service design, oltre al suo impegno nell'insegnamento e nella pubblicazione.
Domus Academy adotta un approccio educativo basato sui progetti, caratterizzato dalla collaborazione con partner industriali e da un corpo docente composto sia da accademici internazionali sia da professionisti. Gli studenti provengono da tutto il mondo.
Nel 2009, Domus Academy fu ceduta per 10 milioni di dollari a Laureate Education
, società privata quotata al Nasdaq di New York e con fini statutari di pubblica utilità, con sede a Baltimora. Alla fine del 2018, il controllo di Nuova accademia di belle arti (NABA) e di Domus Academy fu acquisito dal gruppo londinese Galileo Global Education con l'obiettivo di creare a Milano il primo polo formativo italiano nei settori moda, arte e design.

## Corsi e Accreditamenti
L’offerta accademica di Domus Academy comprende corsi triennali (180 crediti ECTS), corsi master e bienni specialistici (120 crediti ECTS), che danno accesso a programmi di dottorato. Completando con successo uno qualsiasi dei corsi Master di Domus Academy gli studenti possono ottenere il titolo di Master Accademico (60 crediti ECTS), riconosciuto in Europa e nel mondo e  accreditato dal Ministero dell'Istruzione, dell'Università e della Ricerca (MIUR), o il titolo di Dual Award Master (90 crediti ECTS). Il Master accademico è rilasciato da NABA, Nuova Accademia di Belle Arti, presente nella lista delle istituzioni autorizzate dal MIUR a rilasciare titoli di Alta Formazione Artistica, Musicale e Coreutica.. Il Dual Award Master permette agli studenti di ottenere un Master Accademico riconosciuto dal MUR e, in aggiunta, un Master of Arts ufficialmente riconosciuto dal sistema britannico (Privy Council) e rilasciato da Regent’s University London.

## Campus
Il campus si trova nel quartiere dei Navigli a Milano. Le strutture includono laboratori di design e moda, una biblioteca, spazi digitali e aree comuni.

## Ammissioni
I corsi sono tenuti in lingua inglese. Per accedere ai corsi triennali è richiesto un diploma di scuola superiore valido per l’accesso universitario. I corsi post-laurea richiedono una laurea triennale o un titolo equivalente. Domus Academy offre più sessioni di ammissione durante l’anno e i candidati vengono valutati in base al curriculum accademico, a un portfolio di lavori e alla conoscenza della lingua inglese.

## Riconoscimenti
Domus Academy ha ricevuto il Compasso d’Oro per la carriera e per la qualità dei programmi di insegnamento, oltre che per l’attenzione ai temi avanzati legati allo sviluppo del design italiano. La scuola è stata riconosciuta in classifiche internazionali da Business Week, Frame Publishers, Domus Magazine  e Azure Magazine. Ha ricevuto lo Special Badge of Excellence in Learning Experience da The Business of Fashion. È inclusa nei QS World University Rankings by Subject, UI GreenMetric World University Rankings  e THE Impact Rankings.

## Collaborazioni Accademiche
Domus Academy collabora con istituzioni internazionali come: Central Saint Martins (Regno Unito), Pratt Institute (USA), Royal College of Art (UK), RMIT University (Australia), Tsinghua University (Cina), College for Creative Studies (USA), Nottingham Trent University (UK), Strate School of Design (Francia), Institut Teknologi Bandung (Indonesia).
L'accademia è membro di associazioni come Cumulus Association , ADI– Associazione per il Disegno Industriale, e Piattaforma Sistema Formativo Moda .

## Alumni
Tra gli ex studenti più noti figurano: Anna Dello Russo, Diego Dolcini, Joseph Forakis, Francisco Gomez Paz, Christophe Pillet, Neil Poulton, Mario Trimarchi, Philippe Bestenheider, Defne Koz, Marco Susani e Andrew GN.

## Collaborazioni con l’Industria
Domus Academy integra workshop aziendali nel proprio curriculum tramite collaborazioni con aziende come: Ferrari, Google, Versace, IKEA, PepsiCo, Technogym, Nike, Moncler, Samsung, Condé Nast.

## Conferenze e Ospiti
L’accademia ospita regolarmente conferenze ed eventi con professionisti nei campi del design, dell’arte e della comunicazione. Tra gli ospiti passati:
Refik Anadol, Yves Béhar, Michele De Lucchi, Tom Dixon, Alberta Ferretti, Formafantasma, Erik Kessel, Mauro Porcini, e Vincent Van Duysen.